# محمد صدیق منشاوی
محمد صدیق منشاوی (به عربی: محمد صديق المنشاوي) (زادهٔ ۲۰ ژانویه ۱۹۲۰ در منشاه مصر –  درگذشتهٔ ۲۰ ژوئن ۱۹۶۹ در قاهره) از بزرگ‌ترین قاریان قرآن جهان اسلام بود. مذهب او سنی شافعی بود. وی در روستای منشاه در استان سوهاج، مصر به دنیا آمد. پدرش صدیق سید منشاوی و برادرش محمود صدیق منشاوی نیز مانند محمد از قاریان مشهور قرآن بودند.برادر کوچکترش أحمد صديق المنشاوي بود که در سال ۱۹۴۷ در سن ۱۷ سالگی بر اثر سانحه تصادف درگذشت.وی همانند پدر و برادرانش قاری قرآن بود.
با توجه به حزن خاصی که در صدای محمد صدیق منشاوی وجود داشت، به وی لقب «حنجره الباکیه» به معنی حنجره گریان را داده‌اند.
محمد صدیق منشاوی، در سن ۴۹ سالگی و به علت بیماری واریس مری در قاهره درگذشت.

## زندگی
منشاوی در هشت سالگی موفق به حفظ قرآن شد و از نه سالگی قرائت قرآن را همراه با پدر خود در محافل و مجالس سوهاج آغاز کرد.
زیبایی تلاوت وی، شهرت زیادی برایش به ارمغان آورد تا جایی که آوازهٔ تلاوت‌های او به گوش مسؤلان وقت رادیو نیز رسید و آن‌ها از وی خواستند تا در رادیو حاضر و برای هیئت داوری تلاوت کند و در صورت موفقیت، اجازهٔ تلاوت در رادیو را بیابد امّا وی این درخواست را نپذیرفت تا اینکه برای نخستین بار در تاریخ رادیو، رادیوی مصر، تجهیزات و کارکنان خود را برای ضبط تلاوت این قاری به محل زندگی‌اش فرستاد. با پخش تلاوت‌های وی از رادیو، شهرت محمد صدیق منشاوی سرتاسر مصر و کشورهای عربی را فرا گرفت.
وی برای تلاوت قرآن به اندونزی، اردن، کویت، لیبی، فلسطین (مسجدالاقصی)، عربستان سعودی، سوریه، عراق، پاکستان، مغرب و سودان سفر کرد؛ سفر وی به اندونزی در سال ۱۹۵۵ در سن ۳۵ سالگی همراه با عبدالباسط محمد عبدالصمد بود. نخستین سفر خارجی محمد صدیق منشاوی به کشور اندونزی بود.که این سفر به دعوت نخستین رئیس‌جمهور این کشور، احمد سوکارنو صورت گرفت. وی در سال ۱۹۶۶ به بغداد سفر کرد و در سال ۱۹۶۹ نیز به همراه محمود خلیل الحصری به کشور لیبی سفر کرد.